# Güntz-Park
Der Güntz-Park ist eine Parkanlage von etwa drei Hektar Fläche im Leipziger Südosten zwischen der Güntz- und der Schönbachstraße. Der Park gehört gemäß der kommunalen Stadtgliederung von 1992 zum Ortsteil Stötteritz, liegt aber auf ehemaliger Thonberger Flur. Deshalb ist ein weiterer Name Thonberg-Park.
Eduard Wilhelm Güntz erbaute 1839 im damals noch selbständigen Thonberg vor den Toren Leipzigs auf freiem Feld eine private „Irren-Hilfs- und Pflege-Anstalt“. Da die Einrichtung für die bessergestellten Kreise der Gesellschaft bestimmt war, umgab er sie mit einem Park. In diesem fanden sich neben Spazierwegen mit Ruheplätzen zwischen Laub- und Nadelgehölzen auch zwei kleine Teiche, ein Rehgehege und ein Hügel mit einer guten Rundumsicht über die Leipziger Gegend. Schaukel, Kegelbahn, Turnplatz und ein Schießstand zum Vogel- und Scheibenschießen vervollständigten die Anlage, die gegen Fluchtversuche von einer fast drei Meter hohen Planke umgeben war.
Die Anstalt blieb bis 1888 in Güntzschem Familienbesitz, dann übernahm sie das Johannishospital, das sie bis 1920 betrieb. Danach wurden die Gebäude anderen Zwecken zugeführt und der Park öffentlich zugänglich gemacht.
Heute ist der Park eine Wiesenfläche mit lichtem Laubholzbestand. Die ehemaligen Einrichtungen sind verschwunden bis auf den Aussichtshügel, der aber wegen der umgebenden Bebauung diesen Zweck nicht mehr erfüllt. Es sind Sitzbänke und ein Kinderspielplatz vorhanden, der 2010 saniert wurde. An einem Turm, auch Güntz-Turm genannt, der als Wasserturm über einem der eigenen Wasserversorgung der Anstalt dienenden Brunnen errichtet wurde, befindet sich ein Relief, das den Gründer der Anstalt mit seiner Gattin zeigt. Ein Gedenkstein mit der Inschrift „Aus Dankbarkeit, 3. Mai 1886“ erinnert an den 50. Jahrestag der Gründung der ersten Güntzschen Anstalt. Der Park steht unter Denkmalschutz.

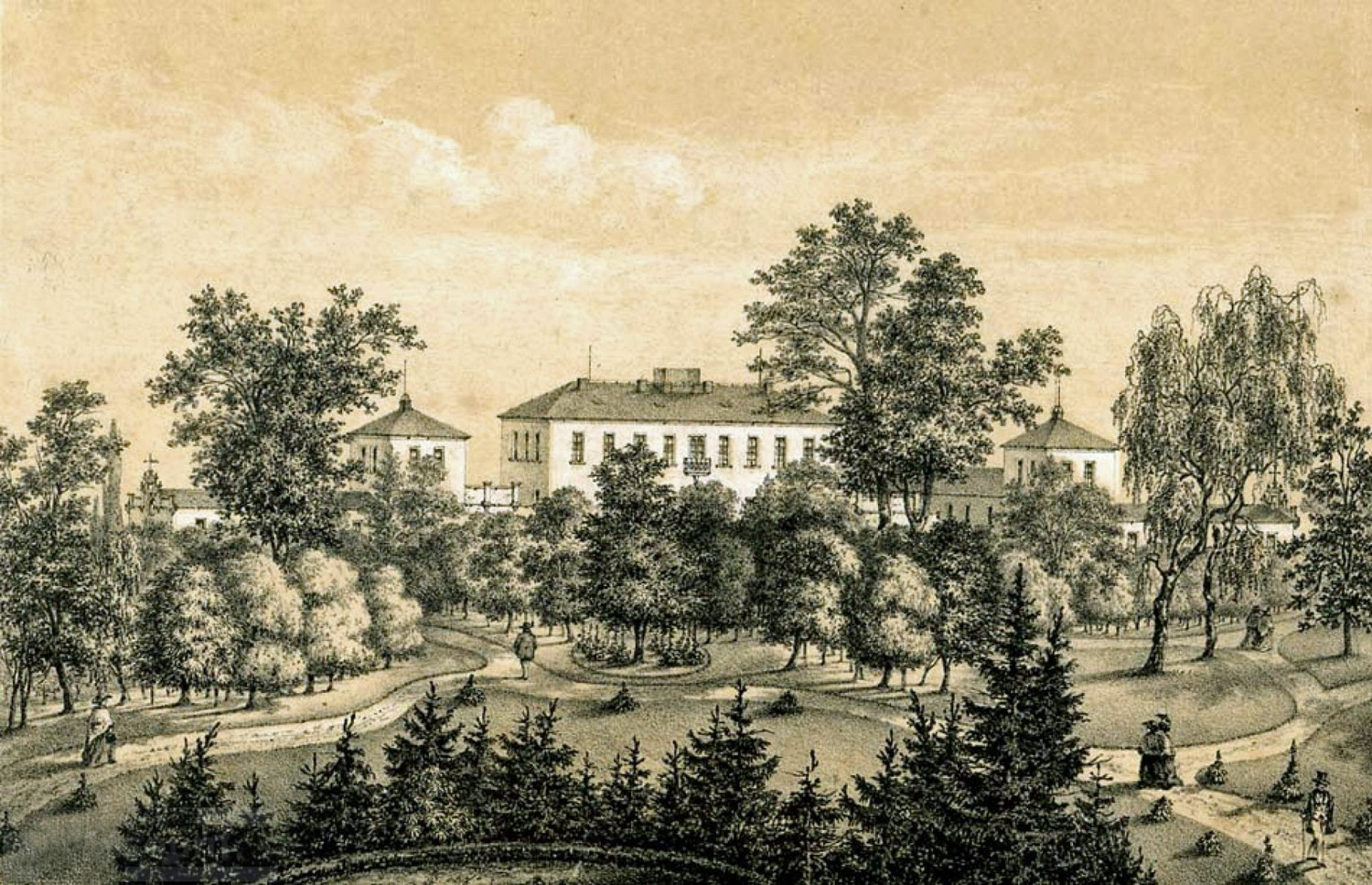
Die Irren-Heil- und Pflege-Anstalt mit Park 1861
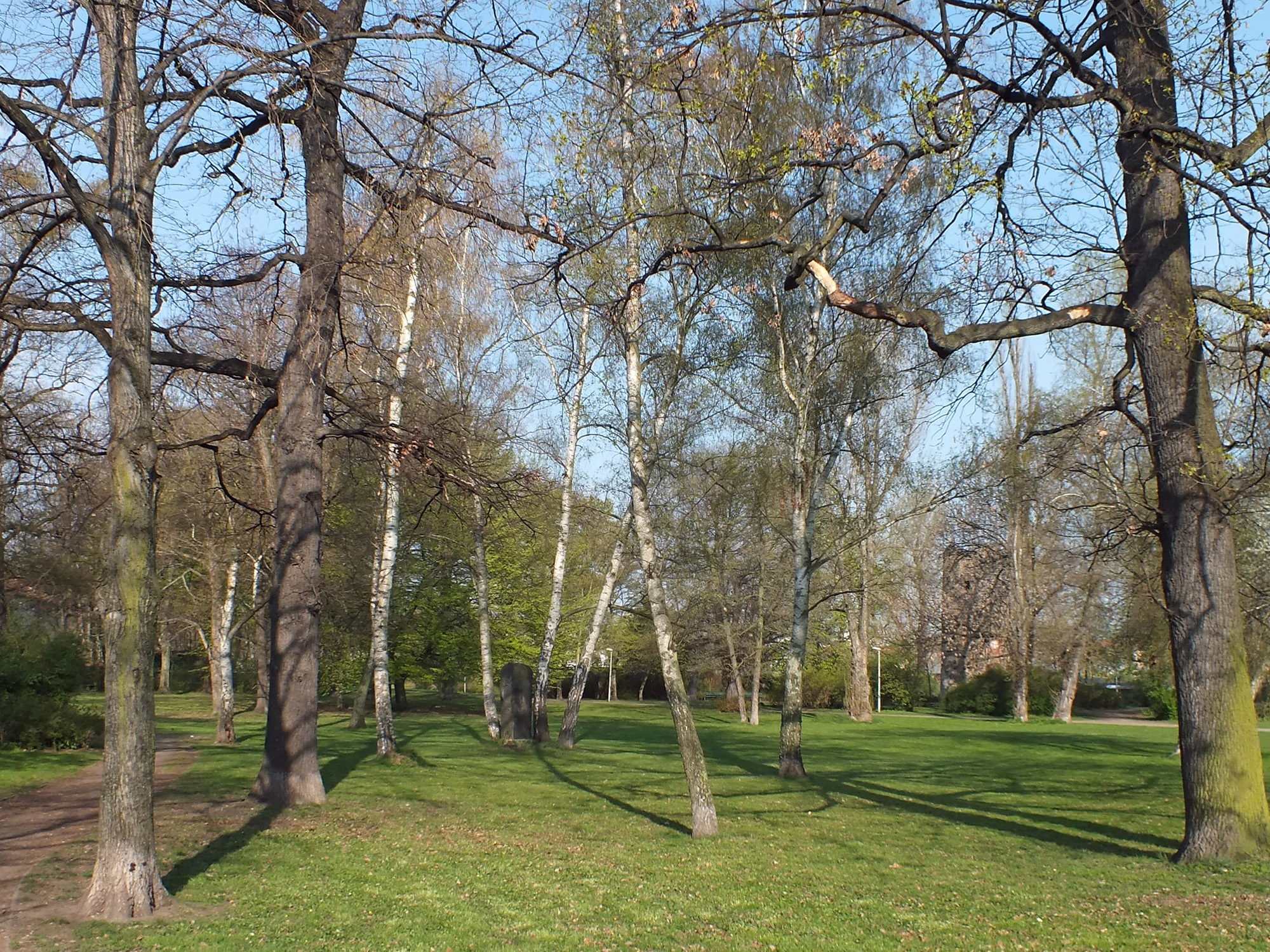
Der Park heute (2012)
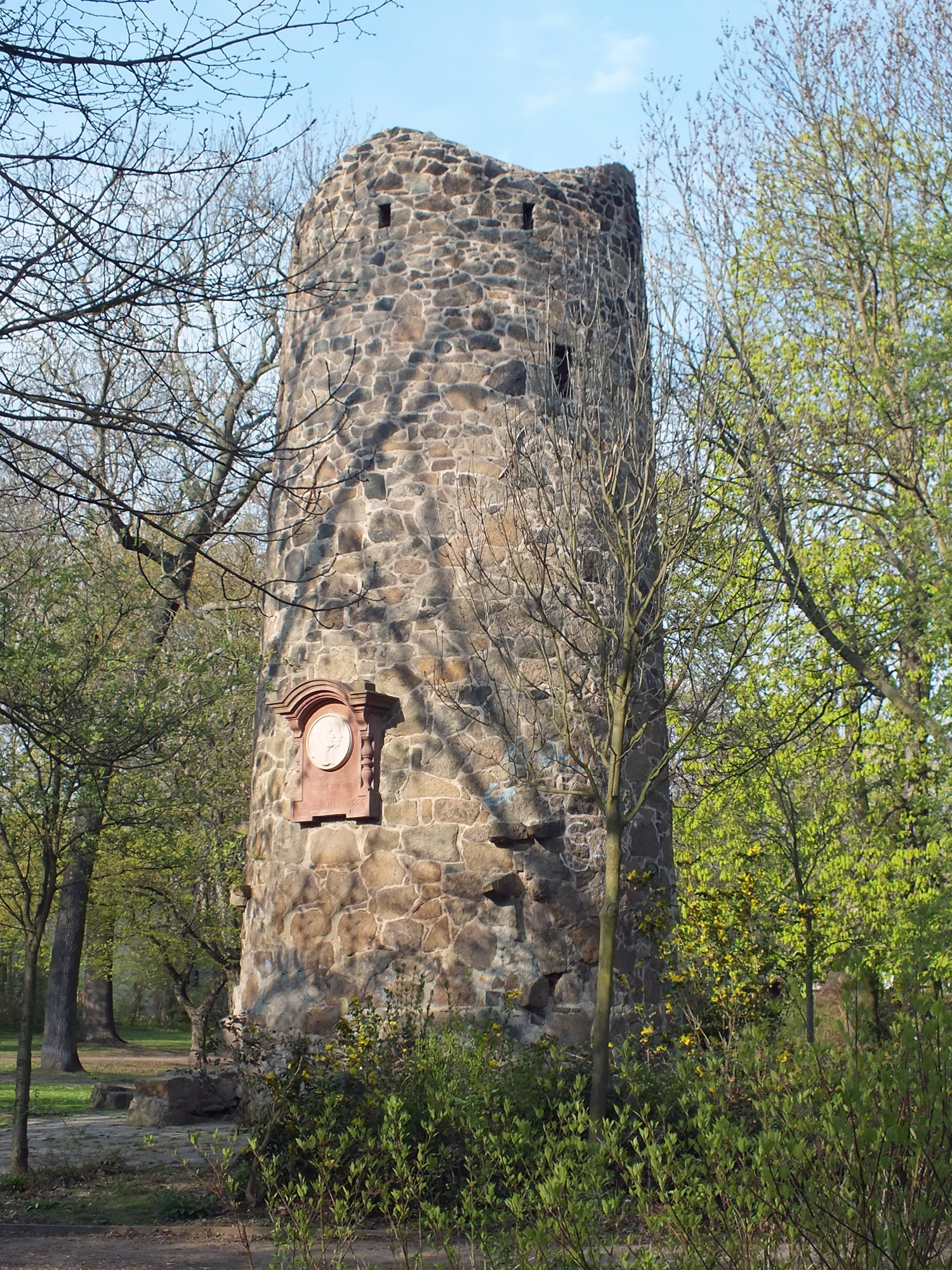
Der Güntz-Turm (2012)
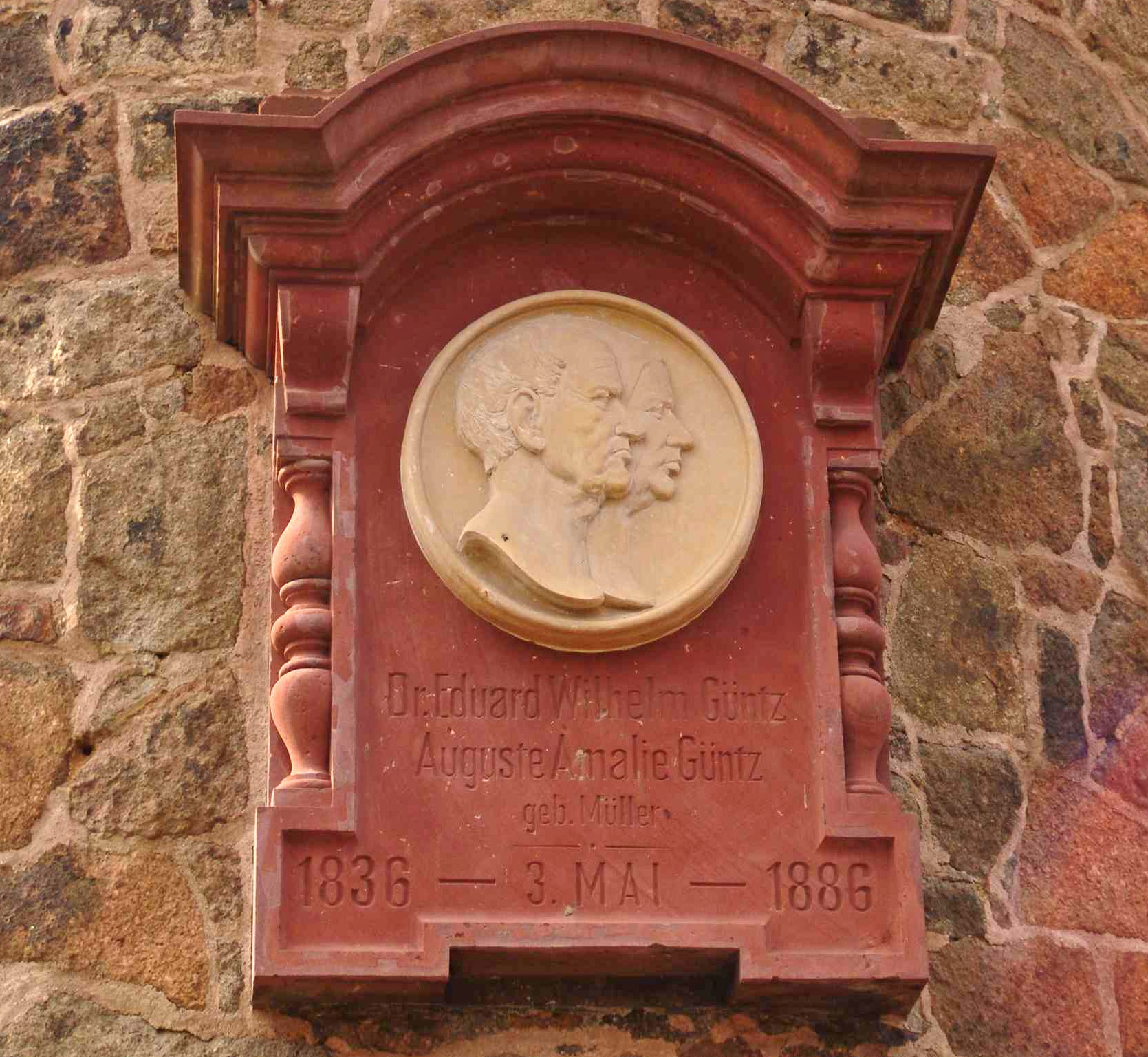
Relief am Güntz-Turm (2005)
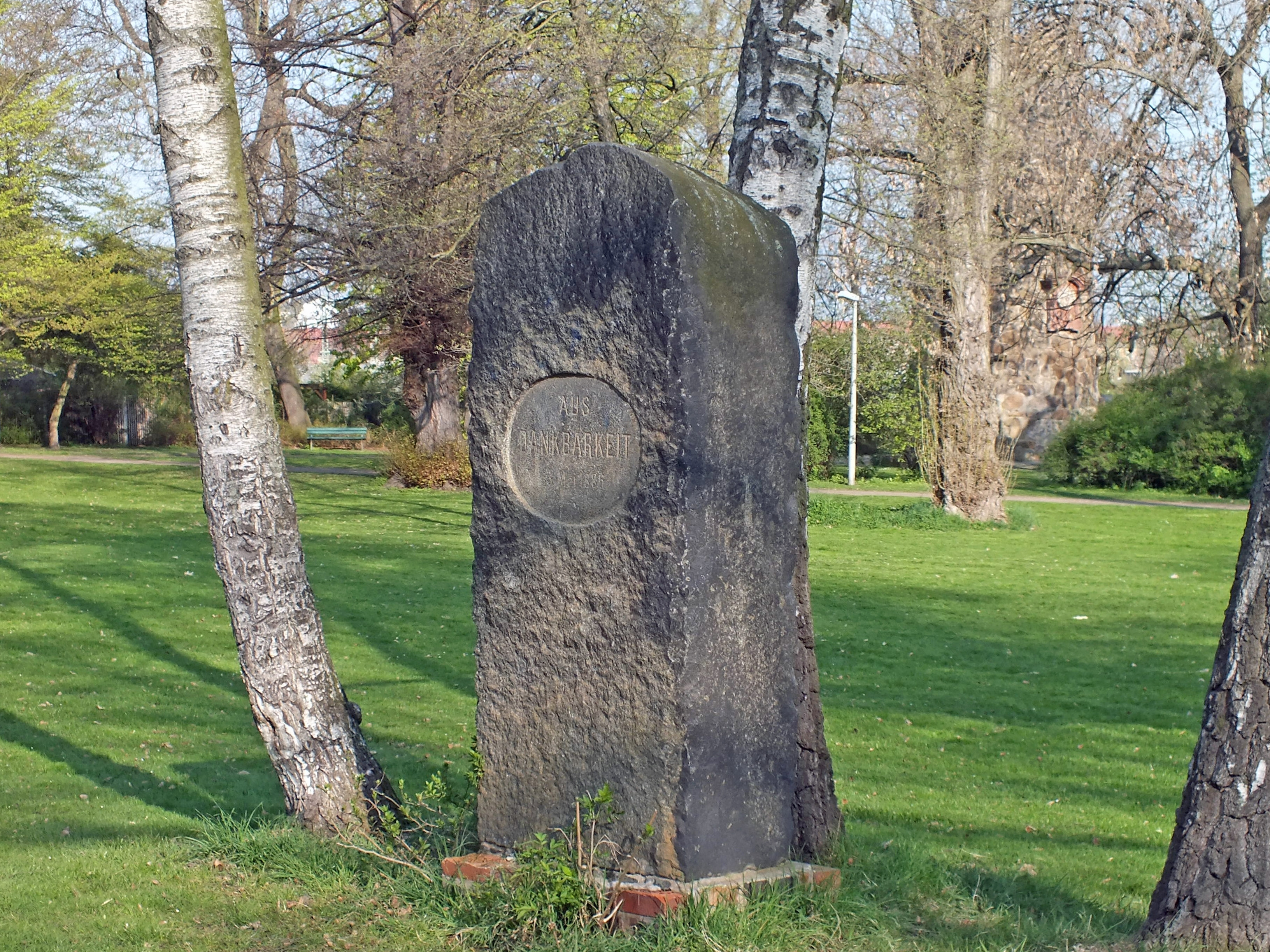
Gedenkstein von 1886